# Charm School
Charm School is het negende studioalbum van Roxette, uitgegeven op 11 februari 2011 door EMI. Het is het eerste album van de Zweedse popgroep in tien jaar vol met nieuw materiaal, sinds het verschijnen van Room Service.
Voorafgaand aan het nieuwe album verschijnt de nieuwe single "She's Got Nothing On (But the Radio)" op 7 januari 2011.
Tevens zal er een lp en een deluxe-editie van het album verschijnen, deze bevat een extra cd met live gezongen nummers. Deze zijn tijdens de tour van 2010 opgenomen in Sint-Petersburg, Halmstad en Stavanger.
Later dat jaar kwam Roxette met Charm School Revisited, een dubbel-cd-uitgave met op cd 2 alle originele demo's van Charm School plus een aantal remixen van "She's Got Nothing On (But the Radio)" en "Speak to Me".

## Tracklist
Alle nummers zijn geschreven door Per Gessle tenzij het anders staat aangegeven.

| 1.                 | Way Out                              | 2:45 |
| 2.                 | No One Makes It On Her Own           | 3:42 |
| 3.                 | She's Got Nothing On (But the Radio) | 3:33 |
| 4.                 | Speak to Me                          | 3:41 |
| 5.                 | I'm Glad You Called                  | 2:48 |
| 6.                 | Only When I Dream                    | 3:52 |
| 7.                 | Dream On                             | 3:09 |
| 8.                 | Big Black Cadillac                   | 3:05 |
| 9.                 | In My Own Way                        | 3:30 |
| 10.                | After All                            | 3:15 |
| 11.                | Happy On The Outside                 | 3:37 |
| 12.                | Sitting On Top Of The World          | 3:55 |
| Totale duur: 40:52 |                                      |      |

| Nr. | Titel                                                | Duur |
| --- | ---------------------------------------------------- | ---- |
| 13. | It Must Have Been Love (Live in St. Petersburg 2010) | 6:01 |

| 1.                 | Dressed For Success           | Sint-Petersburg 2010 | 04:36 |
| 2.                 | Sleeping In My Car            | Stavanger 2010       | 03:41 |
| 3.                 | Wish I Could Fly              | Sint-Petersburg 2010 | 04:51 |
| 4.                 | 7Twenty7                      | Halmstad 2010        | 03:57 |
| 5.                 | Perfect Day                   | Sint-Petersburg 2010 | 03:19 |
| 6.                 | Things Will Never Be The Same | Sint-Petersburg 2010 | 03:00 |
| 7.                 | How Do You Do!/Dangerous      | Stavanger 2010       | 06:55 |
| 8.                 | Silver Blue                   | Sint-Petersburg 2010 | 05:10 |
| 9.                 | Joyride                       | Sint-Petersburg 2010 | 04:27 |
| 10.                | Listen To Your Heart          | Sint-Petersburg 2010 | 05:46 |
| 11.                | The Look                      | Halmstad 2010        | 06:23 |
| 12.                | Church Of Your Heart          | Sint-Petersburg 2010 | 04:46 |
| Totale duur: 56:49 |                               |                      |       |

| 1.                 | Way Out (Demo January 25, 2010)                                             | 2:22 |
| 2.                 | No One Makes It on Her Own (Demo July 26, 2010)                             | 3:18 |
| 3.                 | She's Got Nothing On (But the Radio) (Demo August 7, 2009)                  | 2:30 |
| 4.                 | Speak to Me (Demo July 13, 2010)                                            | 3:33 |
| 5.                 | I'm Glad You Called (Demo November 19, 2009 at The Westin Hotel, Rotterdam) | 2:40 |
| 6.                 | Only When I Dream (Demo August 7, 2009)                                     | 3:33 |
| 7.                 | Dream On (Demo January 25, 2010)                                            | 2:53 |
| 8.                 | Big Black Cadillac (Demo July 2, 2010)                                      | 3:02 |
| 9.                 | In My Own Way (Demo August 7, 2009)                                         | 2:53 |
| 10.                | After All (Demo July 27, 2010)                                              | 3:22 |
| 11.                | Happy on the Outside (Demo August 17, 2005)                                 | 2:27 |
| 12.                | Sitting on Top of the World (Demo July 13, 2010)                            | 2:45 |
| 13.                | Speak to Me (Bassflow Remake)                                               | 3:37 |
| 14.                | She’s Got Nothing On (But The Radio) (Adam Rickfors Radio Edit)             | 3:28 |
| 15.                | She’s Got Nothing On (But The Radio) (Adrian Lux Remix Original Version)    | 5:34 |
| Totale duur: 48:33 |                                                                             |      |

## Hitnoteringen

### NederlandseAlbum Top 100
| Hitnotering: 19-02-2011 t/m 05-03-2011 | Hitnotering: 19-02-2011 t/m 05-03-2011 | Hitnotering: 19-02-2011 t/m 05-03-2011 | Hitnotering: 19-02-2011 t/m 05-03-2011 | Hitnotering: 19-02-2011 t/m 05-03-2011 |
| Week:                                  | 1                                      | 2                                      | 3                                      |                                        |
| -------------------------------------- | -------------------------------------- | -------------------------------------- | -------------------------------------- | -------------------------------------- |
| Positie:                               | 21                                     | 58                                     | 83                                     | uit                                    |

### VlaamseUltratop 100Albums
| Hitnotering: 19-02-2011 t/m 26-03-2011 | Hitnotering: 19-02-2011 t/m 26-03-2011 | Hitnotering: 19-02-2011 t/m 26-03-2011 | Hitnotering: 19-02-2011 t/m 26-03-2011 | Hitnotering: 19-02-2011 t/m 26-03-2011 | Hitnotering: 19-02-2011 t/m 26-03-2011 | Hitnotering: 19-02-2011 t/m 26-03-2011 | Hitnotering: 19-02-2011 t/m 26-03-2011 |
| Week:                                  | 1                                      | 2                                      | 3                                      | 4                                      | 5                                      | 6                                      |                                        |
| -------------------------------------- | -------------------------------------- | -------------------------------------- | -------------------------------------- | -------------------------------------- | -------------------------------------- | -------------------------------------- | -------------------------------------- |
| Positie:                               | 27                                     | 29                                     | 36                                     | 54                                     | 90                                     | 84                                     | uit                                    |